# Liberation (Talib Kweli e Madlib)
Liberation è il primo album collaborativo dei rapper statunitensi Talib Kweli e Madlib. Prodotto da Blacksmith, l'album è pubblicato in free download nel capodanno del 2007 e in seguito è stato commercializzato tramite limitate copie fisiche in CD e vinile dal 20 marzo 2007.
Accolto positivamente dalla critica, PopMatters inserisce Liberation nella sua lista dei migliori 101 album del 2007. Kenneth Herzog recensisce il prodotto per AllMusic, pur non assegnando le classiche stelle: «Talib Kweli e Madlib offrono veramente il meglio dei loro mondi – o almeno delle coste – in Liberation.»
| Recensione      | Giudizio   |
| --------------- | ---------- |
| AllMusic        | favorevole |
| AllHipHop       | [ 3 ]      |
| Stylus Magazine | A-         |
| RapReviews      | [ 5 ]      |

## Tracce
1. The Show – 2:21
2. Funny Money – 3:04
3. Time is Right – 2:17
4. Engine Runnin (featuring Consequence) – 3:39
5. Over the Counter – 4:05
6. The Function (featuring Chace Infinite & Strong Arm Steady) – 4:09
7. Happy Home (featuring Candice Anderson) – 5:50
8. Soul Music (featuring Res) – 2:29
9. What Can I Do – 2:18

Durata totale: 30:12